# Hasenklein
Als Hasenklein werden kleinere Stücke vom Hasenfleisch bezeichnet, die sich als Braten nicht eignen. Dazu gehören Unterläufe, Kopf, Hals, untere Rippen und Bauchlappen, Herz, Nieren und Leber. Das Hasenklein wird zu Ragout verarbeitet und dann Hasenpfeffer genannt.

## Weblink
- Hasenklein auf duden.de, abgerufen am 9. April 2013